# Mais qui a tué tante Roo ?
Pour plus de détails, voir Fiche technique et Distribution.

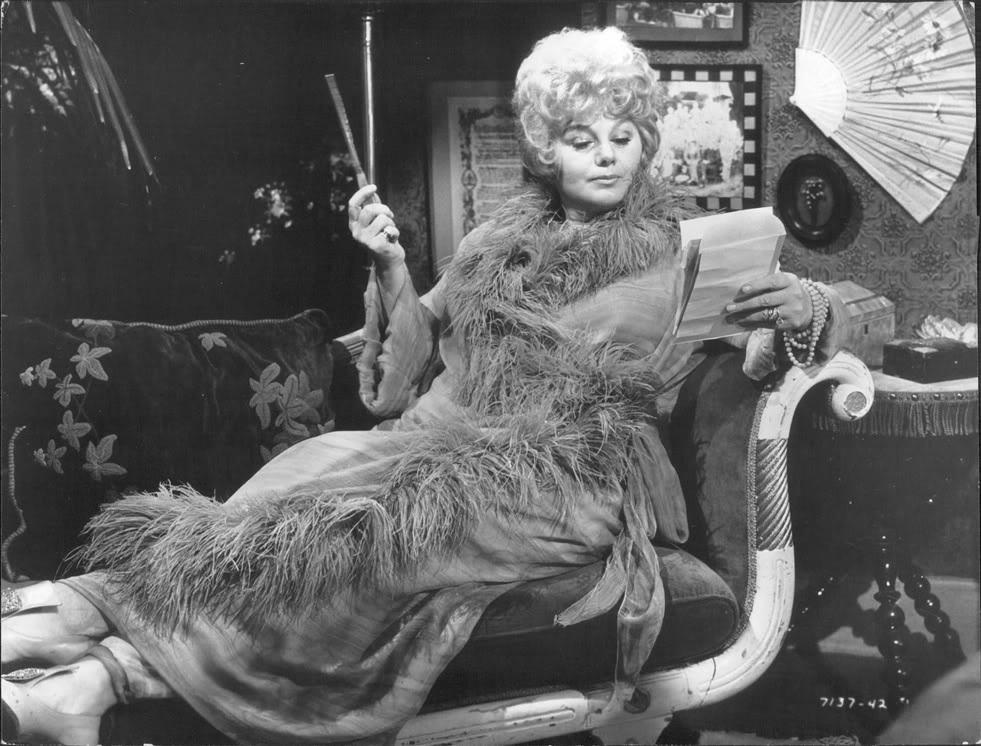
Shelley Winters

Mais qui a tué tante Roo ? (Whoever Slew Auntie Roo?) est un film de Noël horrifique britannique réalisé par Curtis Harrington, sorti en 1972.

## Synopsis
Une veuve ayant perdu la tête attire chez elle des enfants, qui ne se méfient pas. Elle garde une terrible obsession envers une jeune fille décédée des années plus tôt.

## Fiche technique
- Titre français : Mais qui a tué tante Roo ?
- Titre original : Whoever Slew Auntie Roo?
- Réalisation : Curtis Harrington
- Scénario : Robert Blees, David D. Osborn et Jimmy Sangster
- Costumes : Bridget Sellers
- Photographie : Desmond Dickinson
- Montage : Tristam Cones
- Musique : Kenneth V. Jones
- Production : Samuel Z. Arkoff, Louis M. Heyward (producteur exécutif), James H. Nicholson, John Pellatt (producteur associé) et Jimmy Sangster (non crédité)
- Société de production : American International Pictures, Hemdale
- Société de distribution : American International Pictures
- Pays : Royaume-Uni
- Langue : anglais
- Genre : Thriller, Horreur
- Format : Couleur - Son : mono
- Durée : 91 minutes
- Date de sortie :
  - États-Unis : 15 mars 1972 (New York)

## Distribution
- Shelley Winters : Mme Rosie Forrest
- Mark Lester : Christopher Coombs
- Chloe Franks : Katy Coombs
- Michael Gothard (VF : Jean-Louis Faure) : Albie
- Lionel Jeffries (VF : Laurent Hilling) : L'inspecteur Ralph Willoughby
- Ralph Richardson : M. Benton
- Judy Cornwell : Clarine
- Rosalie Crutchley : Miss Henley
- Hugh Griffith (VF : Laurent Hilling) : M. Harrison
- Pat Heywood : Dr. Mason
- Jackie Cowper : Angela Barnes
- Richard Beaumont : Peter Brookshire
- Charlotte Sayce : Katherine Forrest
- Marianne Stone : Miss Wilcox